# Facundo Cardozo
Facundo Omar Cardozo (Buenos Aires, Argentina; 6 de abril de 1995) es un futbolista argentino. Juega de defensor central o lateral izquierdo y su equipo es el San Miguel de la Primera B Nacional

## Trayectoria

### Vélez Sarsfield
Debutó en el 19 de agosto de 2013 en el empate de Vélez Sarsfield frente a All Boys 1-1. En el 2014 encontró continuidad en el equipo titular.
El 3 de noviembre de 2013 convierte su primer gol en el empate de Vélez Sarsfield frente a Quilmes 1-1 en el minuto 83 tras asistencia de Federico Insúa.
El 3 de mayo de 2014 vuelve a convertir para Vélez frente a Godoy Cruz en el minuto 80 en el empate 1-1.

### Club Bolívar
El 17 de enero de 2016, tras un anuncio oficial a través de la cuenta oficial de Twitter del CEO del Club Bolívar, Marcelo Claure, es confirmado como refuerzo para la entidad celeste, de cara al Torneo Doméstico y la Copa Libertadores 2016. 

## Selección nacional

### Selección nacional sub-17
Fue convocado por Oscar Garré para disputar el Mundial de 2011. En dicho torneo, junto a Pablo Carreras, fue uno de los 2 jugadores categoría '95 del plantel argentino. Pese a no jugar ningún partido, el torneo le dio una mayor proyección de cara a la preselección Sub-20 2014-2015, donde si se haría lugar en el equipo titular.

### Selección nacional sub-20
El 6 de enero de 2015, Humberto Grondona, director técnico de la selección argentina sub-20, entregó una lista con los 32 futbolistas en el cual se encontraba Facundo Cardozo y que sería convocado para que se entrenará a partir del lunes de cara al campeonato sudamericano sub-20 de la categoría que se disputará a partir de enero próximo en Uruguay. El 10 de enero a muy poco del comienzo del Sudamericano Sub-20 Humberto Grondona dio la lista de 23 convocados que Facundo Cardozo ingresó en la lista de 23 jugadores que viajaran a Uruguay.
El 7 de febrero de 2015 se corona campeón del Sudamericano Sub-20.
El 6 de marzo de 2015 el entrenador del seleccionado Sub-20, Humberto Grondona, lo incluyó en la Preselección de cara a la Copa Mundial Sub-20 que se llevará a cabo en Nueva Zelanda. Los entrenamientos y amistosos comenzarían a fines de marzo y seguirían todo abril, hasta que la lista final de jugadores que viajarán al mundial sea anunciada los primeros días de mayo.

#### Detalle
| \| N.º \| Fecha \| Estadio \| Local \| Resultado \| Visitante \| Goles \| Asist. \| \| \| ----- \| ---------- \| ------------------------------------------ \| --------- \| --------- \| --------- \| ----- \| ------ \| ------------------- \| \| 1 \| 14-01-2015 \| Profesor Alberto Suppici, Colonia, Uruguay \| Argentina \| 5-2 \| Ecuador \| \| \| Sudamericano Sub-20 \| \| 2 \| 16-01-2015 \| Profesor Alberto Suppici, Colonia, Uruguay \| Argentina \| 0-1 \| Paraguay \| \| \| Sudamericano Sub-20 \| \| 3 \| 18-01-2015 \| Profesor Alberto Suppici, Colonia, Uruguay \| Argentina \| 6-2 \| Perú \| \| \| Sudamericano Sub-20 \| \| 4 \| 22-01-2015 \| Profesor Alberto Suppici, Colonia, Uruguay \| Argentina \| 3-0 \| Bolivia \| \| \| Sudamericano Sub-20 \| \| 5 \| 26-01-2015 \| Centenario, Montevideo, Uruguay \| Argentina \| 2-0 \| Perú \| \| \| Sudamericano Sub-20 \| \| 6 \| 29-01-2015 \| Gran Parque Central, Montevideo, Uruguay \| Argentina \| 1-1 \| Colombia \| \| \| Sudamericano Sub-20 \| \| 7 \| 04-02-2015 \| Centenario, Montevideo, Uruguay \| Argentina \| 3-0 \| Paraguay \| \| \| Sudamericano Sub-20 \| \| 8 \| 07-02-2015 \| Centenario, Montevideo, Uruguay \| Uruguay \| 1-2 \| Argentina \| \| \| Sudamericano Sub-20 \| \| Total \| \| Presencias \| 8 \| \| Goles \| 1 \| 0 \| \| |            |                                            |           |           |           |       |        |                     |
| N.º | Fecha      | Estadio                                    | Local     | Resultado | Visitante | Goles | Asist. |                     |
| 1 | 14-01-2015 | Profesor Alberto Suppici, Colonia, Uruguay | Argentina | 5-2       | Ecuador   |       |        | Sudamericano Sub-20 |
| 2 | 16-01-2015 | Profesor Alberto Suppici, Colonia, Uruguay | Argentina | 0-1       | Paraguay  |       |        | Sudamericano Sub-20 |
| 3 | 18-01-2015 | Profesor Alberto Suppici, Colonia, Uruguay | Argentina | 6-2       | Perú      |       |        | Sudamericano Sub-20 |
| 4 | 22-01-2015 | Profesor Alberto Suppici, Colonia, Uruguay | Argentina | 3-0       | Bolivia   |       |        | Sudamericano Sub-20 |
| 5 | 26-01-2015 | Centenario, Montevideo, Uruguay            | Argentina | 2-0       | Perú      |       |        | Sudamericano Sub-20 |
| 6 | 29-01-2015 | Gran Parque Central, Montevideo, Uruguay   | Argentina | 1-1       | Colombia  |       |        | Sudamericano Sub-20 |
| 7 | 04-02-2015 | Centenario, Montevideo, Uruguay            | Argentina | 3-0       | Paraguay  |       |        | Sudamericano Sub-20 |
| 8 | 07-02-2015 | Centenario, Montevideo, Uruguay            | Uruguay   | 1-2       | Argentina |       |        | Sudamericano Sub-20 |
| Total |            | Presencias                                 | 8         |           | Goles     | 1     | 0      |                     |

No incluye partidos amistosos.

## Estadísticas

### Selecciones
Actualizado al último partido jugado el 7 de febrero de 2015.
| Selección        | Año   | Amistoso | Amistoso | Eliminatorias | Eliminatorias | Mundial | Mundial | Copa América | Copa América | Total | Total |
| Selección        | Año   | PJ       | Goles    | PJ            | Goles         | PJ      | Goles   | PJ           | Goles        | PJ    | Goles |
| ---------------- | ----- | -------- | -------- | ------------- | ------------- | ------- | ------- | ------------ | ------------ | ----- | ----- |
| Argentina Sub-17 | 2013  | 0        | 0        | -             | -             | 0       | 0       | -            | -            | 0     | 0     |
| Argentina Sub-17 | Total | 0        | 0        | -             | -             | 0       | 0       | -            | -            | 0     | 0     |
| Argentina Sub-20 | 2015  | 0        | 0        | -             | -             | -       | -       | 8            | 1            | 8     | 1     |
| Argentina Sub-20 | Total | 0        | 0        | -             | -             | -       | -       | 8            | 1            | 8     | 1     |
| Total            | Total | 0        | 0        | -             | -             | 0       | 0       | 8            | 1            | 8     | 1     |

#### Participaciones con la Selección
| Torneo                                | Sede    | Resultado        | Partidos | Goles |
| ------------------------------------- | ------- | ---------------- | -------- | ----- |
| Copa Mundial de Fútbol Sub-17 de 2011 | México  | Octavos de final | 0        | 0     |
| Sudamericano Sub-20 2015              | Uruguay | Campeón          | 8        | 1     |

## Clubes
Actualizado al 3 de noviembre de 2019
| Vélez Sarsfield Argentina                             | 1.ª                 |                     |    |   |   |   |    |   |     |   |
| Vélez Sarsfield Argentina                             | 1.ª                 | 2013-14             | 14 | 2 | 1 | 0 | 2  | 0 | 15  | 2 |
| Vélez Sarsfield Argentina                             | 1.ª                 | 2014                | 12 | 0 | - | - | 6  | 0 | 12  | 0 |
| Vélez Sarsfield Argentina                             | 1.ª                 | 2015                | 14 | 0 | 2 | 1 | -  | - | 16  | 1 |
| Vélez Sarsfield Argentina                             | 1.ª                 | 2017                | 0  | 0 | - | - | -  | - | 0   | 0 |
| Vélez Sarsfield Argentina                             | Total               | Total               | 40 | 2 | 3 | 1 | 8  | 0 | 51  | 3 |
| Bolivar · Bolivia                                     | 1.ª                 |                     |    |   |   |   |    |   |     |   |
| Bolivar · Bolivia                                     | 1.ª                 | 2016                | 9  | 0 | - | - | 4  | 0 | 13  | 0 |
| Bolivar · Bolivia                                     | Total               | Total               | 9  | 0 | - | - | 4  | 0 | 13  | 0 |
| Mumbai City FC India                                  | 1.ª                 |                     |    |   |   |   |    |   |     |   |
| Mumbai City FC India                                  | 1.ª                 | 2016                | 6  | 0 | - | - | -  | - | 6   | 0 |
| Mumbai City FC India                                  | Total               | Total               | 6  | 0 | - | - | -  | - | 6   | 0 |
| Arsenal de Sarandí Argentina                          | 1.ª                 |                     |    |   |   |   |    |   |     |   |
| Arsenal de Sarandí Argentina                          | 1.ª                 | 2017-18             | 11 | 0 | - | - | -  | - | 11  | 0 |
| Arsenal de Sarandí Argentina                          | Total               | Total               | 11 | 0 | - | - | -  | - | 11  | 0 |
| Alebrijes de Oaxaca · México                          | 2.ª                 |                     |    |   |   |   |    |   |     |   |
| Alebrijes de Oaxaca · México                          | 2.ª                 | 2018                | 5  | 0 | 4 | 0 | -  | - | 9   | 0 |
| Alebrijes de Oaxaca · México                          | Total               | Total               | 5  | 0 | 4 | 0 | -  | - | 9   | 0 |
| Coquimbo Unido · Chile                                | 1.ª                 |                     |    |   |   |   |    |   |     |   |
| Coquimbo Unido · Chile                                | 1.ª                 | 2019                | 5  | 0 | - | - | -  | - | 5   | 0 |
| Coquimbo Unido · Chile                                | Total               | Total               | 5  | 0 | - | - | -  | - | 5   | 0 |
| All Boys Argentina                                    | 2.ª                 |                     |    |   |   |   |    |   |     |   |
| All Boys Argentina                                    | 2.ª                 | 2019-20             | 11 | 1 | 1 | 0 | -  | - | 12  | 1 |
| All Boys Argentina                                    | Total               | Total               | 11 | 1 | 1 | 0 | -  | - | 12  | 1 |
| Total en su carrera                                   | Total en su carrera | Total en su carrera | 87 | 3 | 8 | 1 | 12 | 0 | 107 | 4 |
| (1) Incluye datos de la Copa Argentina y Copa México. |                     |                     |    |   |   |   |    |   |     |   |

Fuente: Transfermarkt.es, soccerway.com y fichajes.com

## Palmarés

### Campeonatos nacionales
| Título              | Club            | Sede      | Año  |
| ------------------- | --------------- | --------- | ---- |
| Supercopa Argentina | Vélez Sarsfield | Argentina | 2013 |

### Campeonatos internacionales
| Título              | Club                | Sede    | Año  |
| ------------------- | ------------------- | ------- | ---- |
| Sudamericano Sub-20 | Selección Argentina | Uruguay | 2015 |